# Augustin Pons
Augustin Pons, né le 23 décembre 1774 à Millas (Roussillon) et mort le 8 septembre 1854 à Perpignan (Pyrénées-Orientales), est un militaire et homme politique français.

## Biographie
Étienne Augustin François Pons est le fils de Jean Pons et de son épouse Rose Janso. Il est né le 23 décembre 1774 à Millas, au cœur du Roussillon. En 1792, il s'engage en tant que volontaire au 1er bataillon des Pyrénées-Orientales. Blessé à la bataille de Wissembourg, il passe caporal, grade qu'il occupe dans la 169e demi-brigade de première formation puis dans la 24e demi-brigade légère de deuxième formation.
Après avoir servi aux armées du Rhin, du Nord, de Sambre-et-Meuse, de l'Ouest, d'Angleterre et d'Italie, il est promu, en 1799, au grade de sergent, de sergent-major l'année suivante, puis adjudant en 1801 et sous-lieutenant en 1802.
Blessé à la bataille d'Austerlitz, il est promu lieutenant au 24e régiment d'infanterie légère et participe, en 1806-1807, à la campagne de Prusse et de Pologne en tant qu'adjudant-major au 14e régiment d'infanterie légère. Blessé aux batailles de Lomiten puis d'Heilsberg il devient adjudant-major. Lors de la campagne d'Allemagne et d'Autriche, en 1809, il est, pour la quatrième fois, blessé à la bataille d'Essling.
En 1812, il est nommé capitaine au 1er régiment de tirailleurs de la Garde impériale avec lequel il fait les campagnes de Russie, en 1812, puis de Saxe en 1813 à la suite de laquelle il est promu major et affecté au 2e régiment d'artillerie de marine.
Une nouvelle fois blessé, à la bataille de Lützen, il est promu colonel en second puis colonel, en 1814, du 127e régiment d'infanterie.
Après la première abdication de Napoléon et le retour de Louis XVIII il est d'abord mis en non activité, avant de recevoir, en 1814, le commandement du 16e régiment d'infanterie de ligne puis celui des chasseurs de montagne en 1815. Remis en non activité en août 1815, il est admis à la retraite en 1822. Il devient maire de Perpignan le 25 août 1837. Il conserve ce poste jusqu'en juin 1841.
Il décède le 6 septembre 1854 à son domicile du 2 rue Petite de la Réal à Perpignan et est inhumé au cimetière Saint-Martin.

## Distinctions
- Ordre de la Légion d'honneur :
  - Légionnaire (14 avril 1807) ;
  - Officier (17 mai 1813).
- Ordre de Saint-Louis :
  - Chevalier (16 août 1820).